# Ploumagoar
 Ploumagoar  (en bretón Plouvagor) es una población y comuna francesa, situada en la región de Bretaña, departamento de Côtes-d’Armor, en el distrito y cantón de Guingamp.

## Demografía
| 819 | 1 769 | 1 934 | 2 035 | 2 101 | 2 004 | 2 189 | 2 151 | 2 096 | 2 134 | 2 268 | 2 192 | 2 267 | 2 282 | 2 236 | 2 322 | 2 348 | 2 308 | 2 427 | 2 495 | 2 370 | 2 489 | 2 358 | 2 517 | 2 557 | 2 499 | 2 604 | 3 092 | 3 940 | 4 563 | 4 567 | 4 399 | 4 794 | 4 983 |
| Para los censos de 1962 a 1999 la población legal corresponde a la población sin duplicidades (Fuente: INSEE [Consultar]) |       |       |       |       |       |       |       |       |       |       |       |       |       |       |       |       |       |       |       |       |       |       |       |       |       |       |       |       |       |       |       |       |       |